# Onythes
Onythes is een geslacht van vlinders van de familie spinneruilen (Erebidae), uit de onderfamilie Arctiinae.

## Soorten
- O. colombiana Rothschild, 1911
- O. flavicosta Druce, 1905
- O. pallidicosta Walker, 1855
- O. sarcochroa Dognin, 1912